# 大豆苷元
大豆素（英语：Daidzein）也称为大豆苷元、黄豆苷元、大豆异黄酮，系统名：7-羟基-3-(4-羟苯基)-4H-色烯-4-酮，7-hydroxy-3-(4-hydroxyphenyl)-4H-chromen-4-one，是一种出现在大豆等豆科作物中的天然異黃酮类化合物。大豆苷元和其他异黄酮在植物中通过苯丙素物质的二级代谢途径产生，作为对抗植物病原体攻击的防御反应信号载体。
大豆苷元的8-C-葡萄糖苷为葛根素，7-O-葡萄糖苷为大豆苷。

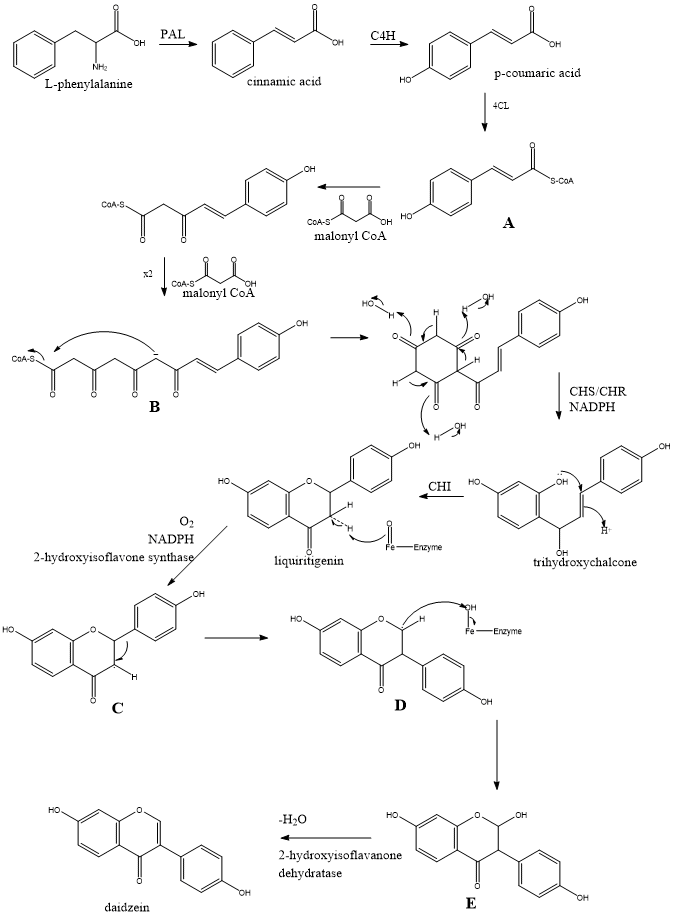
大豆苷元的生物合成